# Přídolí
Přídolí – miasteczko i gmina w Czechach, w powiecie Český Krumlov, w kraju południowoczeskim. Według danych z dnia 1 stycznia 2013 liczyła 679 mieszkańców.